# بيتر ليون
بيتر ليون هو سياسي كندي، ولد في 1942.